# جوزيف لي غالواي
جوزيف لي غالواي (بالإنجليزية: Joseph L. Galloway)‏ هو مؤرخ ومصور وصحفي أمريكي، ولد في 13 نوفمبر 1941 في ريفيوجيو في الولايات المتحدة.

## وصلات خارجية
- جوزيف لي غالواي على موقع IMDb (الإنجليزية)
- جوزيف لي غالواي على موقع IMDb (الإنجليزية)
- جوزيف لي غالواي على موقع قاعدة بيانات الفيلم (الإنجليزية)